# Puchar Świata w Zapasach 2008 – styl wolny kobiet
Zawody Pucharu Świata w 2008 roku w stylu wolnym kobiet odbyły się pomiędzy 19-20 stycznia w Taiyuan w Chinach.

## Ostateczna kolejność drużynowa
| Poz. | Państwo           |
| ---- | ----------------- |
|      | Chiny             |
|      | Stany Zjednoczone |
|      | Japonia           |
| 4.   | Kazachstan        |
| 5.   | Ukraina           |
| 6.   | Kanada            |

## Wyniki

### Grupa A
| Grupa A       |
| ------------- |
| 1. Chiny      |
| 2. Kazachstan |
| 3. Kanada     |

### Mecze
- Chiny -  Kanada 7-0
- Chiny -  Kazachstan 6-1
- Kazachstan -  Kanada 4-3

### Grupa B
| Grupa B              |
| -------------------- |
| 1. Stany Zjednoczone |
| 2. Japonia           |
| 3. Ukraina           |

### Mecze
- Japonia -  Stany Zjednoczone 3-4
- Japonia -  Ukraina 6-1
- Ukraina -  Stany Zjednoczone 3-4

### Finały
- 5-6  Ukraina -  Kanada 4-3
- 3-4  Japonia -  Kazachstan 5-2
- 1-2  Chiny -  Stany Zjednoczone 4-3

## Składy reprezentacji(brak danych odnośnie do poszczególnych miejsc)
| Waga  | CHN          | USA              | JPN                             | KAZ                     | UKR                  | CAN  |
| ----- | ------------ | ---------------- | ------------------------------- | ----------------------- | -------------------- | ---- |
| 48 kg | Liu Jie      | Stephanie Murata | Chiharu Ichō Makiko Sakamoto    | Tatjana Bakatiuk        | Iryna Merłeni        | ---- |
| 51 kg | Ren Xuecheng | Jennifer S. Wong | Hitomi Obara                    | Ajym Äbdyldina          | Ołeksandra Kohut     | ---- |
| 55 kg | Sun Dongmei  | Marcie Van Dusen | Saori Yoshida Chikako Matsukawa | Sałtanat Äbdyrachmanowa | Natalija Synyszyn    | ---- |
| 59 kg | Zhang Lan    | Leigh Jaynes     | Kei Yamana                      | Olga Smirnowa           | Kateryna Dombrowśka  | ---- |
| 63 kg | ----         | Sara McMann      | Mio Nishimaki                   | Jelena Szałygina        | Julija Ostapczuk     | ---- |
| 67 kg | Jing Ruixue  | Cathrine Downing | Mami Shinkai                    | Olga Kalinina           | Kateryna Burmistrowa | ---- |
| 72 kg | Xu Qing      | Stephanie Lee    | Asuka Sano                      | Darja Karpienko         | Switłana Sajenko     | ---- |